# Vereteno Lake
Vereteno Lake är en sjö i Antarktis. Den ligger i Östantarktis. Australien gör anspråk på området. Vereteno Lake ligger 80 meter över havet.